# Daptone Records
Daptone Records es un sello musical independiente dedicado al funk y el Soul, localizado en Brooklyn, Nueva York. Entre sus artistas más destacados se encuentran Sharon Jones & The Dap-Kings y Charles Bradley.

## Historia
En el año 2001, Bosco Mann y Neal Sugarman formaron Daptone Records. El sonido del sello comenzó cuando Sharon Jones & The Dap-Kings colaboraron con Mark Ronson en el exitoso álbum de Amy Winehouse Back to Black, que fue grabado en el estudio de Daptone. Es por ello que en 2007, los Dap-Kings estuvieron en gira con Winehouse.
Daptone ha grabado y difundido música de Orquesta Afrobeat Antibalas, The Sugarman 3, The Budos Band, The Poets of Rhythm, The Mystery Lights, The Daktaris, The Mighty Imperials, Lee Fields, Charles Bradley, Binky Griptite, y Naomi Shelton.

## Artistas
- Adam Scone
- Orquesta Afrobeat Antibalas
- Benjamin & the Right Direction
- Bob & Gene
- Charles Bradley
- Lee Fields
- Menahan Street Band
- Naomi Shelton & The Gospel Queens
- Saun and Starr AKA "The Dap-ettes"
- Sharon Jones & The Dap-Kings
- The Budos Band
- The Como Mamas
- The Frightnrs
- James Hunter (singer)|The James Hunter Six
- The Mighty Imperials
- The Sugarman 3
- The Olympians